# Tegenaria michae
Tegenaria michae là một loài nhện trong họ Agelenidae.
Loài này thuộc chi Tegenaria. Tegenaria michae được Paolo Marcello Brignoli miêu tả năm 1978.